# Napoléon Charbonneau
Napoléon Charbonneau (12 février 1853-31 août 1916) est un avocat et député fédéral du Québec.

## Biographie
Né à Côte-des-Neiges dans le Canada-Est, il apprend le droit dans le cabinet Trudel et Taillon. Il devient membre du Barreau du Québec en janvier 1879. Ensuite, il pratique le droit civil et commercial avec son partnenaire Hormisdas Pelletier. Il tente de se faire élire dans la circonscription de Jacques-Cartier en 1887, mais il est défait. À sa seconde tentative lors d'une élection partielle en 1895, il réussit à devenir député conservateur. Son passage à la Chambre des communes a été de courte durée parce qu'il ne se représente pas lors des élections de 1896. En 1903, il devient juge puîné à la Cour supérieure du Québec.